# Джефферсон Монтеро
Джефферсон Монтеро (ісп. Jefferson Montero, нар. 1 вересня 1989, Бабаойо) — еквадорський футболіст, півзахисник валлійського клубу «Свонсі Сіті» та національної збірної Еквадору.

## Клубна кар'єра
У дорослому футболі дебютував 2007 року виступами за команду клубу «Емелек», в якій провів один сезон, взявши участь у 22 матчах чемпіонату. 
Згодом з 2008 по 2011 рік грав у складі команд еквадорського «Індепендьєнте Хосе Теран» та мексиканського «Дорадос де Сіналоа», а також в Іспанії за «Вільярреал» та «Леванте».
Своєю грою за останню команду привернув увагу представників тренерського штабу клубу «Реал Бетіс», до складу якого приєднався 2011 року. Відіграв за клуб з Севільї наступний сезон своєї ігрової кар'єри. Більшість часу, проведеного у складі «Реала Бетіс», був основним гравцем команди.
До складу мексиканського «Монаркас» приєднався 2012 року.

## Виступи за збірну
2007 року дебютував в офіційних матчах у складі національної збірної Еквадору. Наразі провів у формі головної команди країни 59 матчів, забивши 10 голів.

## Титули і досягнення
- Переможець Панамериканських ігор: 2007